# Люк Брукшир
Брайан «Люк» Даррелл Брукшир (англ. Brian «Luke» Darrell Brookshier) — американський сценарист, розкадровщик, режисер і дизайнер персонажів. Працював над багатьма мультсеріалами, такими як «Губка Боб Квадратні Штани», «Базз Лайтер із зоряної команди: Пригоди починаються», «Дім Міккі», «Таємниці Ґравіті Фолз» та «Свин Коза Банан Світляк».

## Біографія
Люк Брукшир народився 31 серпня 1971 року у місті Корона, штат Каліфорнія, США. Навчався анімації у Каліфорнійскому вузі мистецтв.
В 26 років почав працювати над мультсеріалами. Першим його проектом став «101 далматинець», де працював проп-дизайнером та розкадровщиком. З 2005 по 2014 рік Люк працював сценаристом і разкадровщиком в мультсеріалі каналу Nickelodeon, Губка Боб Квадратні Штани. Також Брукшир працював над серіалами «Базз Лайтер із зоряної команди: Пригоди починаються», «Таємниці Ґравіті Фолз», «Свин Коза Банан Світляк» та іншими.

## Фільмографія
| Роки                    | Назва                                             | Примітки                                                     |
| ----------------------- | ------------------------------------------------- | ------------------------------------------------------------ |
| 1995                    | Макс                                              | Творець персонажів                                           |
| 1997―1998               | 101 далматинець                                   | Проп-дизайнер, розкадровщик                                  |
| 1998―1999               | Геркулес                                          | Проп-дизайнер                                                |
| 2000―2001               | Баз Лайтер з Зоряної команди: Пригоди починаються | Проп-дизайнер, дизайнер персонажів                           |
| 2000                    | Thrillseekers: Putt n' Perish                     | Дизайнер персонажів                                          |
| 2001―2005               | Дім Міккі                                         | Проп-дизайнер                                                |
| 2005                    | Кім п'ять з плюсом                                | Розкадровщик                                                 |
| 2005―2013; 2017―наш час | Губка Боб Квадратні Штани                         | Сценарист, Розкадровщик, Анімаціонний сценарист, автор пісен |
| 2005                    | The X'S                                           | Розкадровщик                                                 |
| 2009                    | Уся правда про Губку Боба                         | Грає самого себе                                             |
| 2012                    | Таємниці Ґравіті Фолз                             | Розкадровщик                                                 |
| 2013―2014               | Дядя-дід                                          | Сценарист, розкадровщик                                      |
| 2015                    | Губка Боб: Життя на суші                          | Розкадровщик                                                 |
| 2015                    | Кволик                                            | Розкадровщик                                                 |
| 2015―2016               | Свин Коза Банан Світляк                           | Режисер                                                      |
| 2017                    | Підземне літо Біллі Діллі                         | Сценарист, розкадровщик                                      |
| 2021                    | Kamp Koral                                        | Розробник, сценарист                                         |